# Sosthène Soglo
Pour les articles homonymes, voir Soglo.
Sosthène Soglo est un footballeur béninois né le 3 juillet 1986.
Il a participé à la Coupe d'Afrique des nations 2008 avec l'équipe du Bénin et compte deux sélections en équipe nationale.

## Carrière
- 2004 : Requins de l'Atlantique FC ( Bénin)
- 2006- : Energie Sports ( Bénin)[1]